# Autumn Sky
Autumn Sky är det åttonde musikalbumet från gruppen Blackmore's Night och släpptes 2010. Två av sångerna är covers på svenska sånger; Highland skrevs och spelades in av gruppen One More Time 1991 och Journeyman hette med svensk originaltext Vandraren och spelades in 1994 av gruppen Nordman. En tredje sång, Celluloid Heroes, är en cover av The Kinks sång. 
Autumn Sky nådde förstaplatsen på Billboardlistan för New Age-musik. Albumet nådde plats 13 i Grekland, 29 i Finland, 36 i Sverige, 43 i Österrike och 57 i Schweiz.

## Låtlista
1. Highland
2. Vagabond (Make a Princess of Me)
3. Journeyman
4. Believe in Me
5. Sake of the Song
6. Song and Dance
7. Celluloid Heroes
8. Keeper of the Flame
9. Night at Eggersberg
10. Strawberry Girl
11. All the Fun of the Fayre
12. Darkness
13. Dance of the Darkness
14. Health to the Company
15. Barbara Allen